# Bucci Special
Bucci Special ist der erste Supersportwagen von Clemar Bucci aus Argentinien. 

## Beschreibung
Der Initiator, Konstrukteur und Designer des ersten Supercars ist der argentinische Rennfahrer Clemar Bucci (1920–2011), der 1954 für Gordini und Maserati auch in der damaligen Formel 1 startete. Nach seinem Tod wurde das Projekt von seinem Neffen Pablo Bucci weitergeführt. Der nur 87 Zentimeter hohe offene Zweisitzer wird von einem 7,3-Liter-V12-Motor von Mercedes AMG mit 608 PS angetrieben. Rohrrahmen und Carbon-Karosserie wurde bei Bucci gefertigt. Der Wagen erreicht nach Herstellerangaben eine Geschwindigkeit von über 300 km/h. Fahrwerk und Getriebe wurden in Zusammenarbeit mit dem Argentinier Horacio Pagani gebaut, der im norditalienischen San Cesario sul Panaro nahe Modena auch eine Fabrik für Sportwagen betreibt. 
Der Sportwagen wurde im Juni 2013 auf dem „6º Salón del Automóvil de Buenos Aires“ erstmals der Öffentlichkeit vorgestellt. Der Messestand von Bucci war die Attraktion der Automobilmesse.